# Balkanska federacija
Balkanska federacija ili Balkanska konfederacija bila je politički projekt državnog ujedinjenja zemalja Balkanskog poluotoka. Tijekom povijesti za Balkansku federaciju su se uglavnom zalagali aktivisti političke ljevice, među kojima ova ideja i danas ima svoje zastupnike.

## Povijest

### Politička pozadina
Tijekom razdoblja postojanja Osmanskog carstva na poluotoku je postojala jedinstvena zemljopisna cjelina, bez unutrašnjih granica. Tijekom 19. stoljeća na Balkanu dolazi do stvaranja nacionalnih država i uspostavljanju međudržavnih granica.
Novonastale nacionalne države na Balkanu prihvatile su strategiju širenja vlastitog teritorija. U 19. stoljeću u političkom životu Balkana pojam nacije shvaćen je kao etnička zajednica koja se treba ponovo sakupiti iz svojih povijesnih predosmanskih dijelova;[nedostaje izvor] tako su postojale težnje za nastankom Velike Grčke, Velike Bugarske i Velike Srbije.[nedostaje izvor] Takva je politika bila isključiva prema nacionalnim manjinama i povezana s etničkim čišćenjem.

### Nastanak ideje Balkanske federacije
Ideja Balkanske federacije razvila se tijekom 19. stoljeća unutar socijaldemokratskog pokreta balkanskih država, kao alternativa nacionalnim ekspanzijama novoformiranih država. Pioniri ove ideje su bili Hristo Botev u Bugarskoj i Svetozar Marković u Srbiji. Jedan od prvih zagovornika Balkanske federacije, Svetozar Marković, upozoravao je da srpski narod živi izmiješan s drugim balkanskim narodima, bez jasno određenih zemljopisnih i etnografskih granica, te bi stoga morao „uzeti ulogu osvajača” prema susjedima ako teži stvaranju Velike Srbije.
Godine 1893. u Solunu je osnovana VMRO, čiji je cilj bio oslobođenje i ujedinjenje čitave Makedonije (egejske, pirinske i vardarske), koja bi postala sastavni dio Balkanske federacije.
Godine 1894. u Francuskoj je konstituirana "Liga za Balkansku konfederaciju", u kojoj su sudjelovali grčki, bugarski, srpski, rumunjski i armenski socijalisti. Za predsjednika lige je izabran grčki socijalist Pavlos Argyriades (gr. Παύλος Αργυριάδης), koji je podržavao makedonsku autonomiju unutar Balkanske federacije, kao jedino održivo rješenje makedonskog pitanja koje je uzrokovalo nesuglasice između Grčke, Srbije i Bugarske.

### Balkanska socijalistička federacija
Početkom 20. stoljeća, veliki broj lokalnih komunističkih stranaka prihvaća stvaranje Balkanske federacije za svoj politički cilj, čime ova ideja dobiva podršku.
Godine 1909. u Solunu dolazi do ujedinjenja pretežno židovske "Socijalističke radničke asocijacije" s dvjema bugarskih socijalističkih skupina, čime je oblikovana "Socijalistička radnička federacija otomanskih radnika". Do raspada je došlo 1913.
U siječnju 1910. u Beogradu je održan prvi kongres socijaldemokratskih partija Balkana sa sudionicima iz Srbije, Bugarske, Rumunjske, Turske, Crne Gore, Makedonije, hrvatskih i slovenskih zemalja Austro-Ugarske. Sudionici Kongresa su se složili da ostvarenje zajedničkog suživota raznih kultura i nacija ima za zadaću ukidanja iscrtanih granica. Takozvano nacionalno pitanje su odredili kao demokratsko pravo svakog naroda na ostvarenje svojeg političkog i nacionalnog jedinstva. U izrazito nacionalno i vjerski mješovitim krajevima Balkanskog poluotoka smatrali su da je jedino moguće rješenje svih nacionalnih pitanja naroda Balkana u zajedničkoj federalnoj državi.

### Balkanska komunistička federacija
Oktobarska revolucija u Rusiji, koja je stvorila državu bez nacionalnog predznaka, ojačala je revolucionarni internacionalizam na Balkanu. Novoosnovana Treća Internacionala (poznatija kao Komunistička Internacionala ili skraćeno Kominterna) je okupila u svojim redovima revolucionarne socijaliste sa svih krajeva Balkana. Kominterna je prihvatila stvaranje balkanske federacije kao osnovu svoje politike prema Balkanu. Balkanska komunistička federacija je podređena interesima Sovjetskog Saveza, sve do njenog raspuštanja 1939.
Tijekom Drugog svjetskog rata postojala je inicijativa da se povežu narodno-oslobodilačke borbe jugoslovenskih, albanskih, bugarskih i grčkih partizana. Svetozar Vukmanović Tempo je kao delegat Centralnog Komiteta Komunističke Partije Jugoslavije i Vrhovnog štaba NOVJ 1943. u Makedoniji radio na formiranju Balkanskog štaba, u cilju zajedničke narodno-oslobodilačke borbe balkanskih naroda i budućeg udruživanja u Balkansku federaciju.
Nakon Drugog svjetskog rata je između novih komunističkih vlasti FNRJ Jugoslavije, NR Bugarske, NR Rumunjske i NR Albanije, uz aktivno sudjelovanje SSSR-a, razmatrano ujedinjenje u Balkansku federativnu republiku, koja bi uključila i Grčku u slučaju pobjede partizana u grčkom građanskom ratu. Tito je u to vrijeme vrlo aktivno radio na stvaranju Balkanske federacije. Jugoslavija je pomagala grčke partizane i radila na ujedinjenju Albanije s Jugoslavijom.
U razdoblju nakon Drugoga svjetskog rata komunistički vođe Josip Broz Tito i Georgi Dimitrov radili su na projektu spajanja dviju zemalja u balkansku Federativnu Republiku. Kao ustupak jugoslavenskoj strani bugarske su vlasti pristale na priznanje različitosti bugarske nacionalnosti i jezika od Makedonaca i makedonskog jezika. To je bio jedan od uvjeta za Bledski sporazum potpisanog između Jugoslavije i Bugarske 1. kolovoza 1947. U studenom 1947, pod pritiskom Jugoslavena i Sovjeta, Bugarska je također potpisala sporazum o prijateljstvu s Jugoslavijom. Bugarska vlada bila je prisiljena ponovno prilagoditi svoje stajališta sovjetskim interesima na Balkanu.
Nakon rezolucije Informbiroa u lipnju 1948. godine, kojom je osuđeno Titovo političko djelovanje, dolazi do prekida odnosa FNR Jugoslavije s ostalim socijalističkim zemljama Balkana, i prekida pregovora o savezu.

## Vanjske poveznice
- Holm Sundhausen, Velika Srbija ili balkanska federacija(